# Концентратомір
Концентратомі́р (рос. концентратомер; англ. concentration meter; нім. Konzentratmesser m) — прилад для визначення концентрації якоїсь речовини або фракції у суспензії, суміші тощо.
Приклади:
1. Концентратомір суспензії — прилад для визначення концентрації або масової частки завислих частинок у суспензії
2. Концентратомір нафти, нафтопродуктів, жирів, вуглефоднів загалом у воді, повітрі, ґрунті.